# 달란트
달란트(라틴어: talentum, 고대 그리스어: τάλαντον)는 헬라어 '탈란톤'(talanton)의 번역으로, 고대 서아시아와 그리스(헬라)에서는 질량과 화폐의 단위로 쓰였다.
금 달란트는 아킬레스가 안틸로투스에게 어떻게 금반달란트를 주었는지 묘사한 호머로 알려져있다.
이것은 암포라 하나를 채우는데 필요한 물의 질량과 같다. 그리스 혹 아테네의 한 달란트는 26kg, 로마의 한 달란트는 32.3kg, 이집트의 한 달란트는 27kg 그리고 바벨론의 한 달란트는 30.3kg이었다. 고대 이스라엘과 다른 레반트 국가에서는 바벨론의 달란트를 사용했으나, 후에 그 중량을 수정했다. 신약시대에 사용된 무거운 달란트는 58.9kg이었다.